# Чудо-мельница
«Чудо-мельница» — советский рисованный мультипликационный фильм, снятый на студии «Союзмультфильм» в 1950 году по мотивам русской народной сказки «Жерновки». Учит тому, что жадность ни к чему хорошему не приводит.

## Сюжет
На пригорке, в бедной избушке, жили старый дед, Васька — кот и Петя — чудо-петушок. Жили — не тужили, со своего поля хлеб собирали. Вдруг пошёл дождь с молниями и громом, долго он лился и дороги залил. Зашли к старику в гости заяц, белка, ёжик и медвежонок. Тут дед обнаружил, что мука кончилась. Зерно есть, а смолоть невозможно. Петя — чудо-петушок был говорящим и сказал деду, что недалеко есть чудесная гора и если её от всей души попросить, то она подарит жерновки. Так и сделали. Взял дед жерновки и смастерил мельницу-вертельницу, засыпал в неё зерно и запустил её, сказав вот такие слова: «Шибче, шибче крылышки. Дайте, дайте силушки. Двум приятелям-дружкам — Неразлучным жерновкам». Стала мельница крутиться, только не мука из неё высыпалась, а блины да пирожки. Стали они есть да мельницу похваливать. Мимо ехал царь Андрос. Царь Андрос — длинный нос, руки загребущие, глаза завидущие. Увидел избушку, остановил свою карету и потребовал угостить хлебом да солью. Дед запустил мельницу и стал угощать. А жадный царь Андрос украл у доброго старика его чудо-мельницу и ускакал прочь. Петя-петушок полетел следом, долетел до дворца, сел на ограду и громко закричал: «Ты, грабитель-похититель, нашу мельницу отдай! А не то клевать я стану, когтем длинный нос достану, будет худо, так и знай!» Царь Андрос приказал слугам схватить петуха и утопить в колодце. Слуги так и сделали. Но Петушок не растерялся: он выпил всю воду, выбрался и вновь принялся кричать и грозить. Царь приказал разжечь огонь в печи и бросить туда петуха. Но и тут петушок не растерялся: он залил огонь водой, выпитой в колодце и вырвался из печки, потом взлетел и через печную трубу проник в горницу к царю. Весь чёрный от сажи он стал летать за царём, клевать его, схватил мельницу и улетел обратно к деду. Царь Андрос погнался за ним, да с моста в реку свалился, и предположительно погиб. Увидев падение Царя Андроса, дед выразился так: «Поделом злодею мука, всем грабителям наука!». С той поры, не зная бед, с друзьями мирно зажил дед.

## Создатели
| Сценарий                   | Михаила Булатова |
| Режиссёр                   | Ольга Ходатаева |
| Художник-постановщик       | Пётр Носов |
| Стихотворный текст         | Михаила Вольпина |
| Композитор                 | Тамара Попатенко |
| Оператор                   | Елена Петрова |
| Звукооператор              | Борис Фильчиков |
| Ассистенты режиссёра       | Борис Петин, Наиль Драгунов                                                                                           |
| Ассистент художника        | Валентина Весельчакова                                                                                                |
| Технический ассистент      | К. Апестина |
| Ассистент по монтажу       | В. Егорова |
| Художники-мультипликаторы: | Фаина Епифанова, Роман Давыдов, Дмитрий Белов, Николай Фёдоров, Ламис Бредис, Игорь Подгорский, Иосиф Старюк, В. Юкин |
| Художники-декораторы:      | Ольга Геммерлинг, Галина Невзорова, Константин Малышев, Дмитрий Анпилов                                               |
| Роли озвучивали:           | Борис Чирков — дед, Георгий Милляр — царь Андрос, Николай Александрович — петух, Георгий Вицин — петух (одна фраза)   |

## Переозвучка

### Роли озвучивали
- Юльен Балмусов — дед
- Виталий Ованесов — медвежонок
- Владимир Конкин — петух
- Жанна Балашова — заяц / белка
- Борис Токарев — ёжик
- Александр Котов — кот Васька / царь Андрос